# 刘卫东 (解放军)
刘卫东（1942年—），湖北孝感人，中国人民解放军将领、中国人民解放军中将。
毕业于解放军政治学院。2000年，接替岳海岩，担任东海舰队政治委员。2005年，由徐建中接任。2001年，授中国人民解放军中将军衔。担任南京军区原副政治委员兼海军东海舰队政治委员。2008年，当选第十一届全国政协委员，代表特别邀请人士，分入第五十六组。